# هورستمار
هورستمار (بالألمانية: Horstmar) هي بلدة ألمانية تقع في ألمانيا في شتاينفورت (قضاء).  يقدر عدد سكانها بـ 6,735 نسمة .

## توأمة
لهورستمار اتفاقيات توأمة مع:
- زوتفن